# TGV Réseau
TGV Réseau (фр. Мережа — тобто для експлуатації на різних лініях мережі TGV) — серія французьких високошвидкісних поїздів. Ці електропоїзди створені на базі електропоїздів TGV Atlantique, від яких відрізняються перед усім скороченням числа проміжних вагонів до 8. Існують також як в двосистемній так і в трисистемній модифікаціях. Також існує різновид Thalys PBA, який часто виділяють в окрему серію.
Однією з причин появи цих електропоїздів стали численні скарги пасажирів з приводу перепадів тиску в поїздах TGV Atlantique, коли ті заїжджають у тунелі. На відміну від них TGV Réseau має герметичний кузов, що дозволило виключити виникнення подібних неприємних відчуттів.

## Галерея

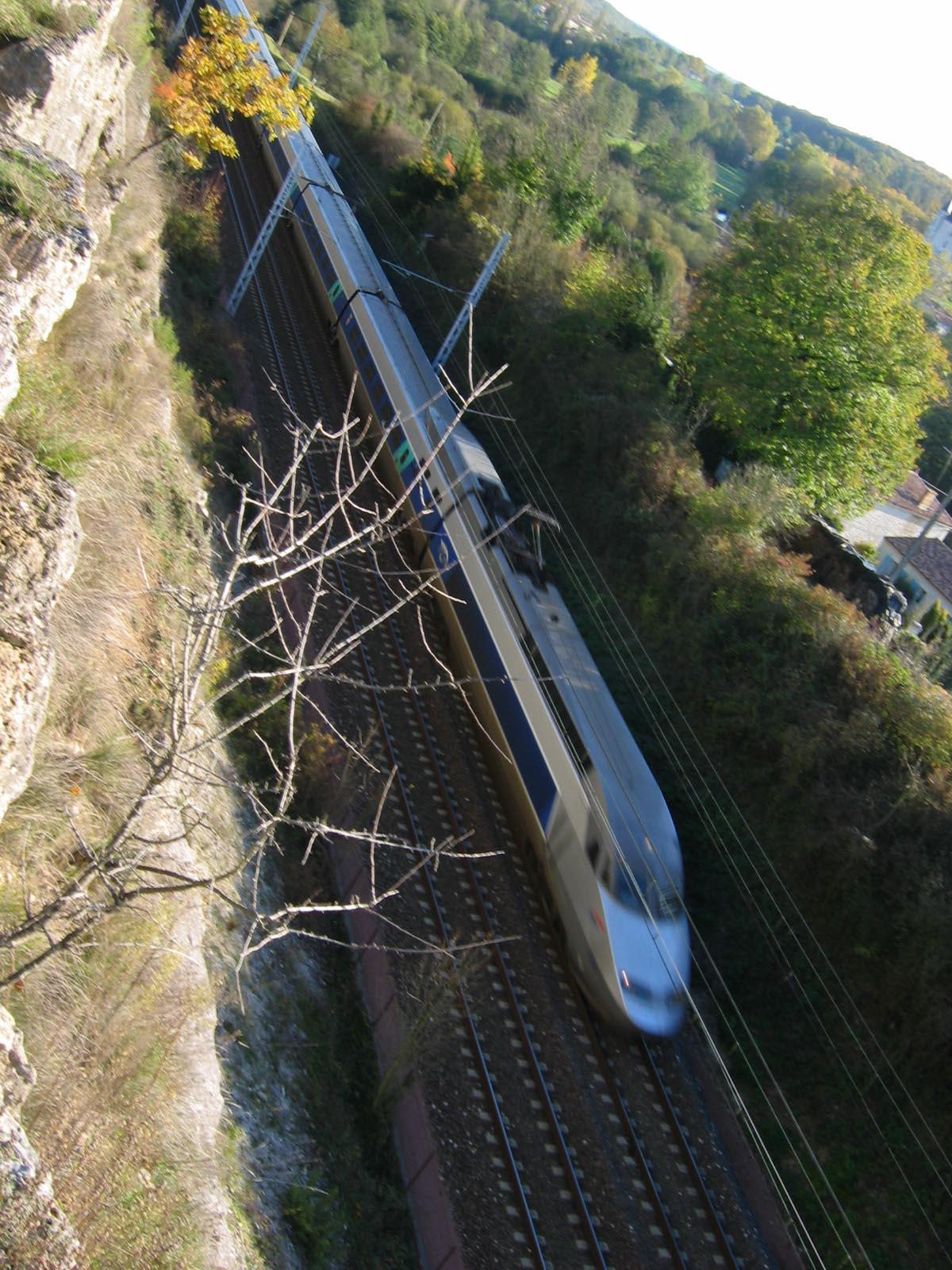
TGV Réseau на лінії Париж-Бордо у Мутьє-сюр-Боем, департамент Шаранта

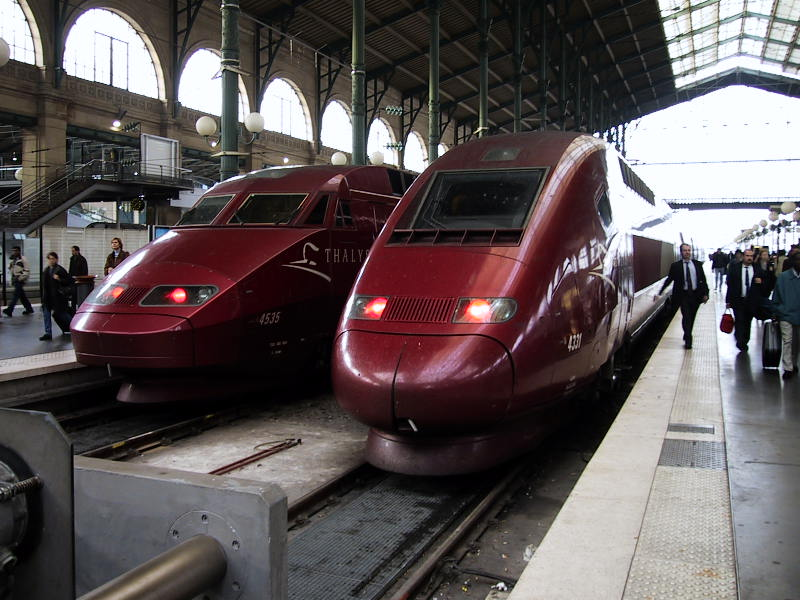
Thalys PBA поруч з PBKA на Північному вокзалі (Париж)
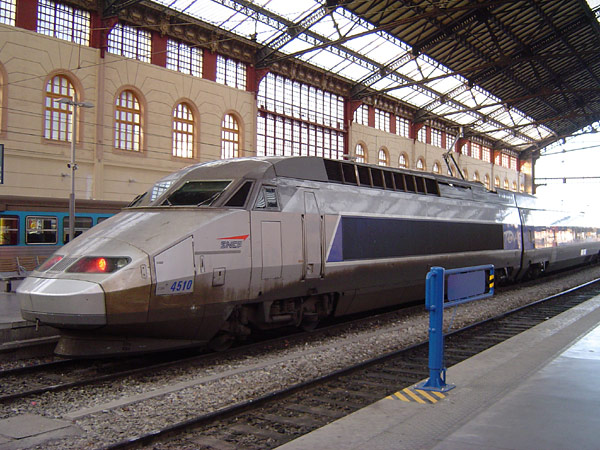
Трисистемний TGV-R №4510 на станції Сент Чарльз у Марселі
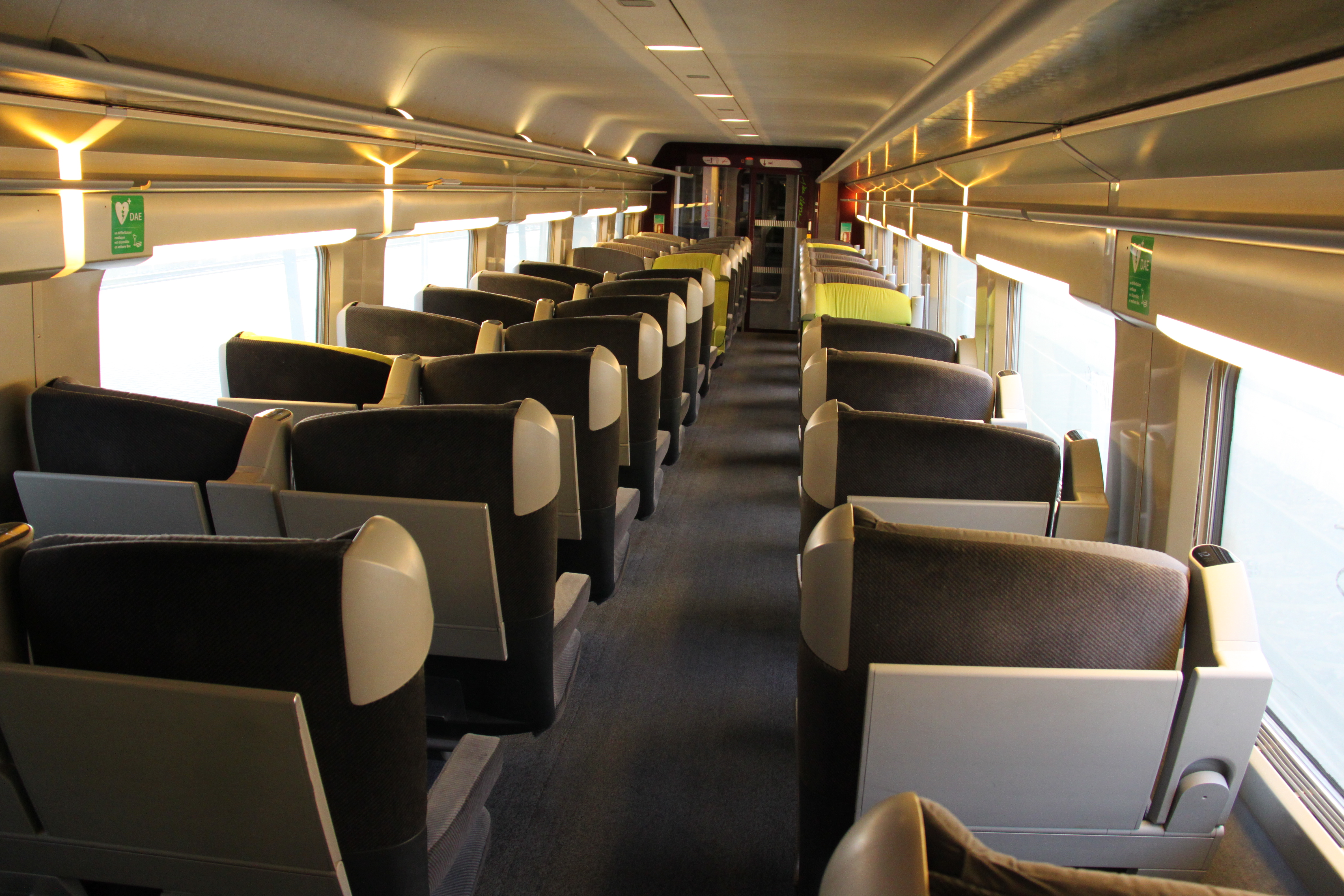
Інтер'єр 1-го класу модернізованого TGV-Réseau
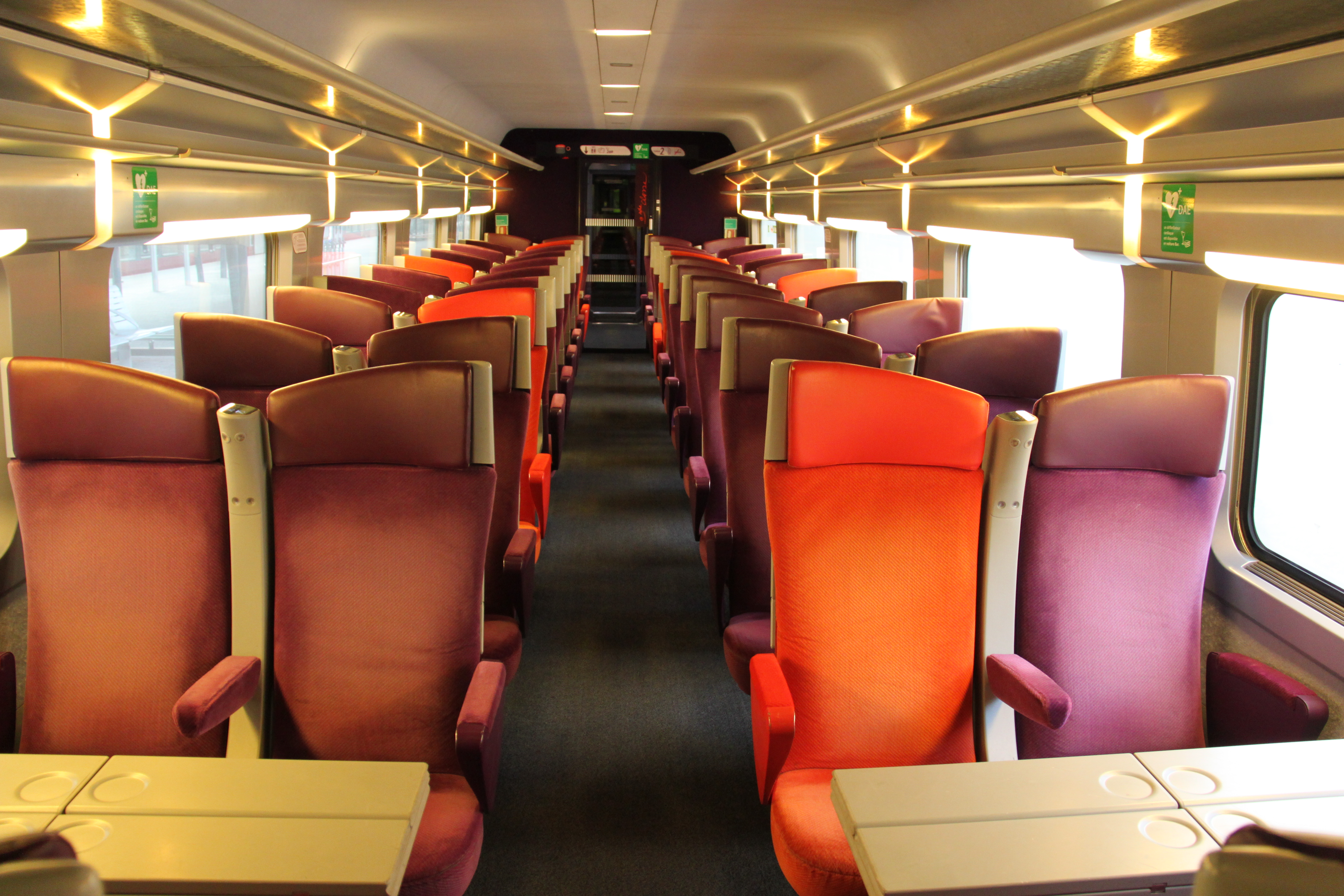
Інтер'єр 2-го класу модернізованого TGV-Réseau
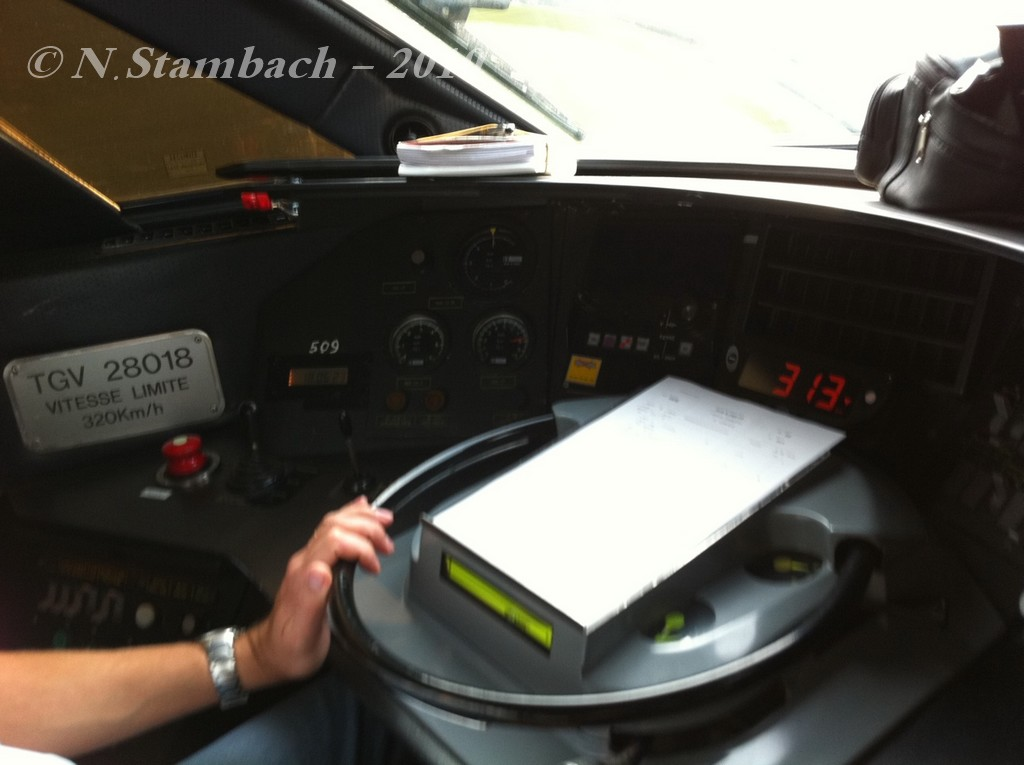
Вид з кабіни на швидкості 313 км/год
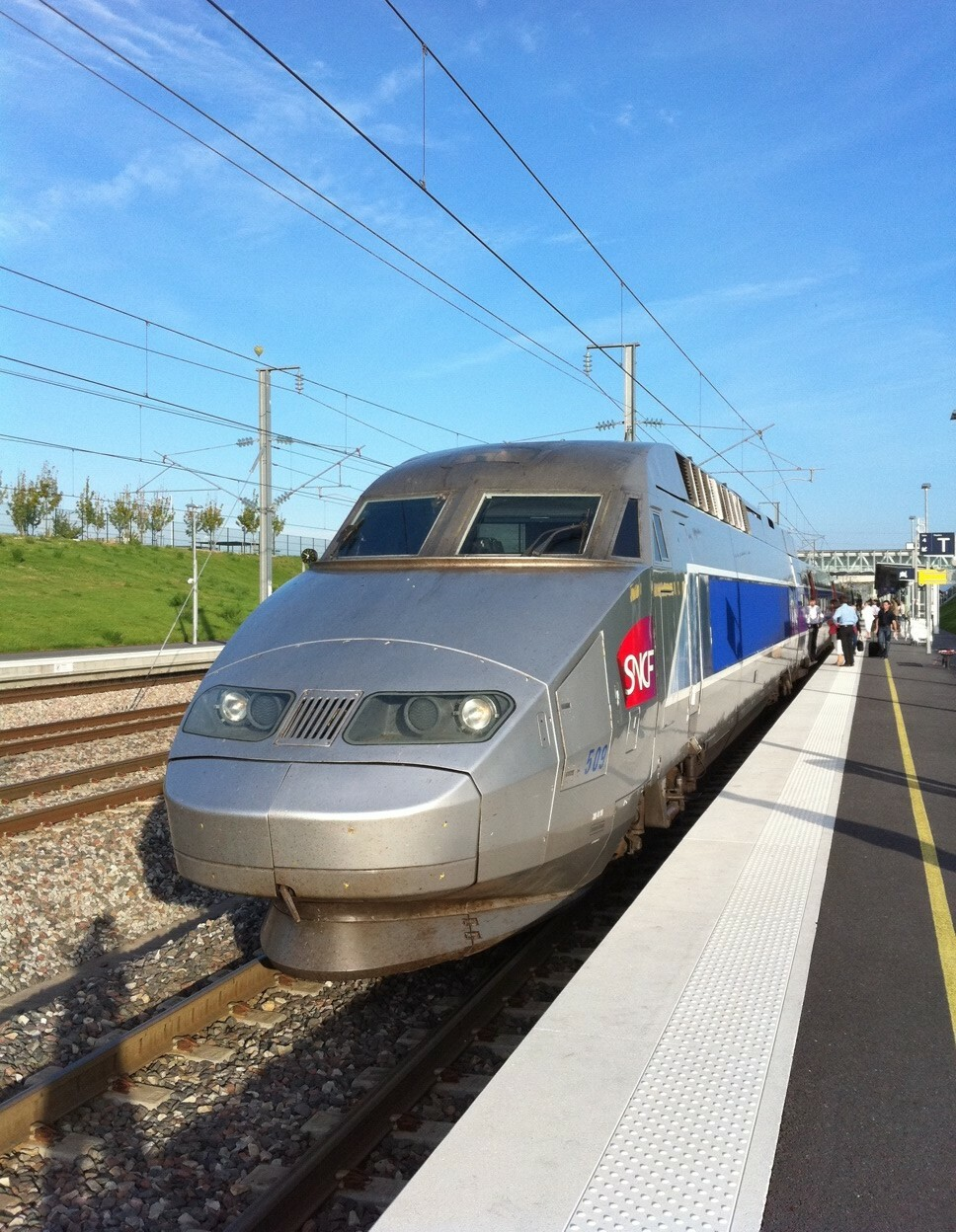
TGV Reseau зупинився на станції Шампань Ардени TGV.